# 久代村 (岡山県)
久代村（くしろむら）は、岡山県吉備郡にあった村。現在の総社市の一部にあたる。

## 地理
高梁川支流・新本川の中流域に位置していた。

## 歴史
- 下道郡久代村は江戸時代、毛利氏の支配を経て幕府領となる[2]。元和3年（1617年）松山藩領を経て、藩名の改称に伴い明治2年（1869年）高梁藩領となる[2]。
- 1889年（明治22年）6月1日、町村制の施行により、下道郡久代村が単独で村制施行し、久代村が発足[1][2]。大字は編成せず[2]。
- 1900年（明治33年）4月1日、郡の統合により吉備郡に所属[1][2]。
- 1954年（昭和29年）3月31日、吉備郡総社町・新本村・山田村・池田村・阿曽村、都窪郡常盤村と合併し、市制施行し総社市を新設して廃止された[1][2]。合併後、総社市大字久代となる[2]。

## 産業
- 農業[2]
- 産物：米、麦、葉煙草、藺草[2]

## 交通

### 県道
- 美川総社線[2]。昭和初期、総社 - 新本間のバスが運行開始[2]。

## 教育
- 1907年（明治40年）九城尋常小学校に高等科を併設[2]。1921年（大正10年）久代尋常高等小学校に改称し1947年（昭和22年）久代小学校となる[2]。